# ميكي سبيلان
فرانك موريسون سبيلان (بالإنجليزية: Mickey Spillane)‏ (9 مارس 1918 – 17 يوليو 2006) المعروف باسم ميكي سبيلان كان كاتب روايات جريمة أمريكيًا، تضمنت قصصه في كثير من الأحيان شخصية المحقق المميزة له مايك هامر. بيعت أكثر من 225 مليون نسخة من كتبه حول العالم. عمل سبيلان كممثل عدة مرات، حتى أنه لعب دور هامر بنفسه في إحدى المناسبات.

## سيرة حياته
ولد سبيلان في حي بروكلين في مدينة نيويورك، وقضى طفولته في مدينة إليزابيث في ولاية نيوجيرسي. كان سبيلان الابن الوحيد لأبيه الساقي الأيرلندي جون جوزيف سبيلان ووالدته الاسكتلندية كاثرين آن. ارتاد سبيلان مدرسة إيراسموس هول الثانوية وتخرج منها عام 1935. بدأ بالعمل في الكتابة عندما كان في الثانوية، وارتاد جامعة فورت هيز العامة في كنساس لفترة قصيرة، كما عمل في عدد من المجالات، ففي الصيف عمل كمنقذ في حي بريزي بوينت التابع لمنطقة كوينز من مدينة نيويورك، كما كان بهلوانيًا في سيرك الإخوة رينغلينغ وبارنوم.
خلال الحرب العالمية الثانية، تطوع سبيلان في القوى الجوية لجيش الولايات المتحدة ليصبح طائر مقاتلة ومدرب طيران. فُرز بدايةً في القاعدة الجوية في غرينوود بولاية مسيسيبي، حيث التقى زوجته ماري آن بيرس وتزوج منها عام 1945. التقى أيضًا بكاتبين أصغر سنًا هما إيرل بازينسكي وتشارلي ويلز، الذين أصبحا تلميذيه النابغتين؛ إذ نشر كل منهما روايتين بوليسيتين بأسلوب سبيلان في بداية خمسينيات القرن العشرين.
عندما عبر فوق شاطئ موريل في ولاية كارولاينا الجنوبية خلال إحدى رحلاته الجوية قال «هنا أريد أن أعيش». استغل سبيلان مكانته كشخصية مشهورة لاحقًا في الترويج لشاطئ غراند ستراند على التلفزيون، لكن الازدحام المروري أصبح مشكلة عندما أصبحت المنطقة وجهة اصطياف مشهورة، نتيجة ذلك قال سبيلان «لم يكن علي أن أخبر الناس بذلك».
كان سبيلان عضوًا فعالًا في جماعة شهود يهوه. أنجب ميكي وماري آن سبيلان أربعة أطفال (كارولين وكاثي ومايكل ووارد)، وانتهى زواجهما في عام 1962. في نوفمبر من عام 1965 تزوج من زوجته الثانية شيري مالينو التي عملت كمغنية في نادٍ ليلي.

## الجوائز
- جائزة إدغار

## روابط خارجية
- ميكي سبيلان على موقع IMDb (الإنجليزية)
- ميكي سبيلان على موقع الموسوعة البريطانية (الإنجليزية)
- ميكي سبيلان على موقع ألو سيني (الفرنسية)
- ميكي سبيلان على موقع قاعدة بيانات الأفلام السويدية (السويدية)
- ميكي سبيلان على موقع إن إن دي بي (الإنجليزية)
- ميكي سبيلان على موقع ديسكوغز (الإنجليزية)
- ميكي سبيلان على موقع قاعدة بيانات الفيلم (الإنجليزية)
- ميكي سبيلان على موقع كينوبويسك (الروسية)